# Minuetto/Tu sei così
Minuetto/Tu sei così è un singolo di Mia Martini, pubblicato il 10 maggio 1973, per la casa discografica Dischi Ricordi.

## Descrizione
Scritto da Franco Califano e Dario Baldan Bembo, si tratta del 45 giri più venduto nella carriera della cantante e si rivelò in assoluto il più grande successo dell'estate 1973.

## Storia

### Minuetto
Il testo di Minuetto nasce dopo i tentativi di Maurizio Piccoli e Bruno Lauzi, che invano avevano cercato di realizzarne una stesura convincente; Luigi Albertelli dà vita ad una prima stesura intitolata Salvami, ma non convince né i discografici né Mia Martini stessa. 
Si decide pertanto di contattare Franco Califano, il quale – traendo spunto dalle ultime vicende sentimentali della stessa Martini – riesce a cucirle addosso un successo senza tempo, successo dovuto anche ad un arrangiamento di ottimo livello, a supporto della complessa partitura di Dario Baldan Bembo, in cui si possono individuare diverse atmosfere musicali: dalla citazione classica di Bach alle ballate pop d'oltreoceano. In sala d'incisione prendono parte al coro anche Bruno Lauzi, Maurizio Fabrizio, i Fratelli La Bionda, la sorella della Martini Loredana Bertè e Adriano Panatta (questi ultimi due all'epoca fidanzati).

Il pezzo venne descritto da Mia Martini con queste parole: 
La canzone racconta le ore tutte uguali di una donna, schiava senza catene del suo uomo, il quale prende ciò che vuole e se ne va (…ne approfitta il tempo e ruba, come hai fatto tu…).

Califano, in un'intervista citerà: 

### Tu sei così
Tu sei così è una canzone scritta da Luigi Albertelli e composta da Massimo Guantini, inclusa nell'album Il giorno dopo.
La copertina del singolo, realizzata dal fotografo Roberto Rocchi, ritrae Mia Martini seduta accarezzando un cane al Caffè Greco di Roma.

## Successo e classifiche
Promosso in trasmissioni televisive come Adesso musica (20 luglio 1973) e Senza rete (11 agosto 1973), Minuetto vale a Mia Martini un nuovo disco d'oro e nel 2018 il brano viene certificato disco di platino. nonché la seconda vittoria consecutiva al Festivalbar, cosa che in precedenza era riuscita solamente a Lucio Battisti.
Il disco debutta in Hit Parade il 23 giugno 1973 raggiungendo la 1ª posizione nel mese di luglio.
Nel complesso il disco vi rimane in classifica per quasi sette mesi, con una permanenza complessiva di 30 settimane, risultando a fine anno il 7º singolo di maggior successo del 1973.

### Classifiche
| Nº | Settimana         | Posizione |
| -- | ----------------- | --------- |
| 1  | 23 giugno 1973    | 10        |
| 2  | 30 giugno 1973    | 5         |
| 3  | 7 luglio 1973     | 7         |
| 4  | 14 luglio 1973    | 4         |
| 5  | 21 luglio 1973    | 2         |
| 6  | 28 luglio 1973    | 1         |
| 7  | 4 agosto 1973     | 1         |
| 8  | 11 agosto 1973    | 1         |
| 9  | 18 agosto 1973    | 1         |
| 10 | 25 agosto 1973    | 4         |
| 11 | 1º settembre 1973 | 3         |
| 12 | 8 settembre 1973  | 4         |
| 13 | 15 settembre 1973 | 4         |
| 14 | 22 settembre 1973 | 4         |
| 15 | 29 settembre 1973 | 2         |
| 16 | 6 ottobre 1973    | 4         |
| 17 | 13 ottobre 1973   | 4         |
| 18 | 20 ottobre 1973   | 4         |
| 19 | 27 ottobre 1973   | 5         |
| 20 | 3 novembre 1973   | 8         |
| 21 | 10 novembre 1973  | 10        |
| 22 | 17 novembre 1973  | 10        |

## Versioni e cover
La canzone ottiene grande successo anche all'estero, per questo motivo Minuetto è tradotta in francese (Tu t'en vas quand tu veux) e presentata al Gala d'ouverture du Midem '74 (21 gennaio 1974), poi tradotta in spagnolo (Minuetto) e presentata nel programma televisivo Señoras y señores (5 maggio 1974).
Tra le cover possiamo trovare invece:
- 1973 - Versione strumentale del sassofonista Johnny Sax nell'album Hit-Parade (Produttori Associati – PAS/LP 3005)
- 1974 - Versione del gruppo Os Motokas intitolata Tenderly, testo di C. Watson, inserita nell'album As 30 Mais - Os Motokas Vol. II (Continental – 1-07-405-020), pubblicato in Brasile
- 1974 - Versione su 45 giri della cantante canadese Melody Stewart intitolata Tu t'en vas quand tu veux, testo di Vline Buggy, (Les Disques Oui – 09-701), inserita nell'album del 2001 Fio Mara Villa (Disques Mérite – 22-2415), pubblicato in Canada
- 1974 - Liesbeth List con il titolo Je gaat wanneer je wilt, testo di C. Revier, nell'album Foto (Philips – 6413 062), pubblicato nei Paesi Bassi
- 1975 - Franco Califano album 24-7-75 Dalla Bussola (CGD – 69215)
- 1982 - Versione strumentale della Bembo's Orchestra, inserita nell'album Etereo (CGD – CGD 25034)
- 1999 - Versione del cantante Al Bano Carrisi inserita nell'album Volare - Die schönsten Italienischen sommerhits (WEA – 3984 27828-2), pubblicato in Germania
- 2010 - Neri per Caso feat. Mia Martini nell'album Donne (Sony Music, 886976412429)
- 2014 - Versione live della cantante Annalisa eseguita al Premio Mia Martini
- 2017 - Versione live della cantante Mietta eseguita nell'ultima puntata del programma televisivo Celebration

## Musicisti
- Chitarre: La Bionda, Popi e Maurizio Fabrizio, Massimo Luca, Leo Ricchi
- Batteria: Andrea Surdi;
- Basso: Mino Fabiano;
- Piano: Furio Bozzetti;
- Tastiere: Dario Baldan Bembo

## Tracce
1. Minuetto – 4:44 (testo: Franco Califano – musica: Dario Baldan Bembo)
2. Tu sei così – 3:53 (testo: Luigi Albertelli – musica: Massimo Guantini)

## Crediti
- Tecnici del suono: Walter Patergnani, Dino Gelsomino, Carlo Martenet;
- Fotografie: Roberto Rocchi

## Tributi
Nell'aprile 2013 Edizioni Master ne pubblica la ristampa con l'ottavo numero della raccolta L'enciclopedia de I migliori anni abbinata all'omonima trasmissione.
Il 13 gennaio 2013 su Rai 5, il programma Dentro una canzone di Omar Pedrini racconta la nascita e l'importanza di Minuetto.